# 萊昂鎮區 (堪薩斯州第開特縣)
萊昂鎮區（英語：Lyon Township）為美國堪薩斯州第開特縣轄下的鎮區。2010年美国人口普查中此鎮區人口有13人。

## 地理
萊昂鎮區涵蓋總面積為93.0平方（35.91平方英里），其中陸地面積為93.0平方（35.91平方英里），水域面積為0平方（0.00平方英里）或0.00%。海拔高度813（2,667英尺）。

## 人口統計
根據2010年美國人口普查，萊昂鎮區人口有13人，其中男性有7人，女性有6人，人口密度為每平方公里0.14人，住房計9戶。鎮區內的白人有13人，非裔美國人有0人，美洲原住民有0人，亞裔美國人有0人，太平洋島裔美國人有0人，其他種族有0人，混血種族則有0人。此外鎮區內有0人為西班牙裔或拉丁裔美國人。此鎮區之年齡中位數為58.5歲，而男性年齡中位數為60.5歲，女性年齡中位數為57.0歲。

## 交通

### 主要公路
- 9號堪薩斯州州道
- 383號堪薩斯州州道